# ゲオルク・ジンメル
ゲオルク・ジンメル (独: Georg Simmel, 1858年3月1日 - 1918年9月26日) は、ドイツ・ベルリン出身の哲学者 (生の哲学) 、社会学者である。ドイツ系ユダヤ人の家系に生まれ、キリスト教プロテスタント (ルター派) の洗礼を受けた。
ジンメルは社会学の黎明期における主要人物の一人で、エミール・デュルケーム、マックス・ヴェーバー、カール・マルクスらと並び称される古典社会学者である。またベルクソンやディルタイとともに、生の哲学の代表的思想家としても知られる。

## 生涯

### 幼少期から学生時代
1858年、プロイセン王国の首都ベルリンで誕生した。生まれた場所は、フリードリヒ通りとライプツィヒ通りが交わる北西の角である。七人兄弟姉妹の末っ子として育った。
父エドゥアルト・マリア・ジンメル ( 独: Eduard Maria Simmel ) はチョコレート会社フェリックス＆サロッティ (現在の「サロッティ」) を経営しており、裕福なユダヤ系商人だったが、若い頃にパリでカトリックに改宗している。
母フローラ・ボドシュタイン ( 独: Flora Bodstein ) もユダヤ人だが、若い頃にプロテスタントへ改宗していた。
1870年、フリードリヒスヴェルダーシェス・ギムナジウムに入学。1874年に父エドゥアルトが亡くなり、その後は楽譜出版社ペータースの経営者ユリウス・フリードレンダーが後見人となった。
1876年にベルリン大学へ進学。当初は法学を学び弁護士を志したが、やがて歴史に興味が移り、歴史・心理学・哲学を学ぶとともに美術史やイタリア語も専攻した。
1881年、『カントの物理的単子論による物質の本質 ( Das Wesen der Materie nach Kant's Physischer Monadologie )』を提出し、哲学博士号を取得している。

### 学者として

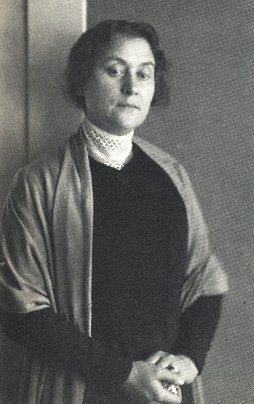
妻のゲルトルート・ジンメル

1885年、ジンメルは何度かの試験を経て教授資格を取得した。
その後、ベルリン大学の「私講師」となり、多方面にわたって講義を行っている。
1900年 (42歳) に「員外教授」へ昇格し、1908年 (56歳) にはストラスブール大学の「正教授」に就任した。同地で没する4年前のことである。
それまで長く恵まれない地位に甘んじていた理由として、ユダヤ人であったことやディルタイとの確執が指摘されている。
1889年、フリードレンダーの死去により遺産を相続し経済的な安定を確保した。
1890年、最初の著作『社会分化論―社会学的・心理学的研究』を刊行。同年5月、同じ哲学者のゲルトルート・ジンメル (旧姓 : キネル 独: Kine) と婚約し、7月11日に結婚している。翌1891年には息子ハンス・ジンメルが生まれた。
1892年、『歴史哲学の諸問題』 (初版) を刊行。心理主義的な方法論を用い、歴史認識に対する包括的な方法論を提唱し、歴史法則の確立を目指した。また、第二版では大幅な修正を加えている。このころから、ジンメル夫妻は新カント派の哲学者ハインリヒ・リッケルト夫妻と交流を持つようになった。同年から翌1893年にかけて『道徳入門』を刊行したが、彼自身はこれを失敗作と認めていた。
1894年、論文「社会学の問題」を発表。この論文は同年にフランス語に翻訳され、翌1895年にはシカゴ学派第一世代の社会学者アルビオン・スモールによって英訳が刊行された。
1896年、『社会科学の方法論のために』を発表。ここで新歴史学派の経済学者グスタフ・シュモラーの著作『唯物史観による経済と法』を批判している。同年、「モダン文化における貨幣」も発表した。
1897年11月11日付の手紙で、シュテファン・ゲオルゲに宛て、後に親密な関係となるゲルトルート・カントロヴィチ (1876年10月9日生 - 1945年4月19日または4月20日、テレージエンシュタット収容所で没) を朗読会に同行させてよいかを尋ねている。のちに、ジンメルとカントロヴィチの間にはアンギ (独: Angi) という娘が生まれるが、この事実は長らく秘匿されていた。ジンメルは生涯アンギに会わず、秘密を知っていたのは教え子のマルガレーテ・ズスマンだけであった。そしてズスマンはジンメル、カントロヴィチ、アンギ、さらにアンギと同じ年に亡くなったハンスの死後まで、このことを公表することはなかった。

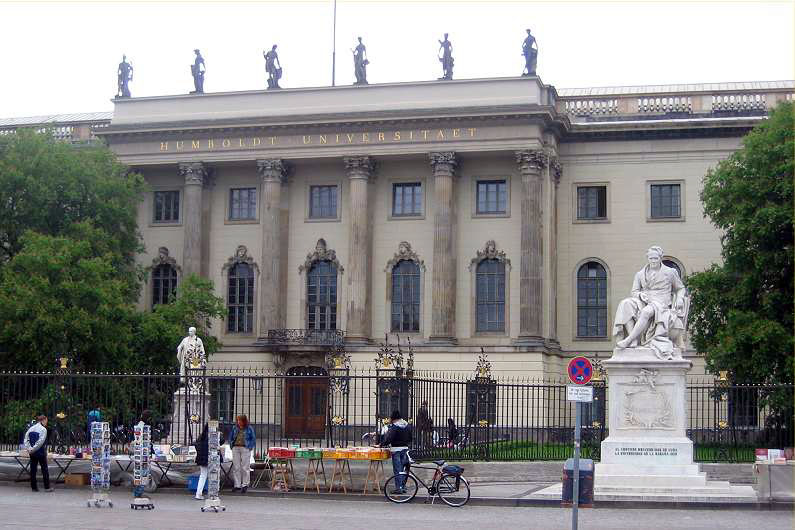
ベルリン大学

1900年、『貨幣の哲学 (独: Philosophie des Geldes)』を刊行した。同年、ようやくベルリン大学で員外教授に就任した。
この頃から日本美術の収集に熱中し始めた。
1901年、論文『二つの個人主義』を発表。1902年から1903年にかけて『大都市と精神生活』を発表し、同年夏にはプラハで開かれたロダン展を見学して非常に感銘を受けた。
1903年、サバティカルを取得しイタリアに長期滞在した。この間、カント研究をまとめ、『社会学』の構想を練った。1904年、前年にまとめた研究をもとに『カント』を刊行。本書はカント哲学との対決を目的として書かれた。
1905年、『流行の哲学』を刊行し、流行論の先駆けとなる。また『歴史哲学の諸問題』 (改訂第二版) を刊行し、第一版に見られた実証主義的・心理主義的傾向を排し、「精神の歴史的形成力」を中心テーマとした。この年、65歳のロダンと会うことができた。
1906年、『カントとゲーテ』 (邦題『宗教社会学』) を刊行。1907年、『ショーペンハウアーとニーチェ』を刊行。
1908年、『社会学―社会化の諸形式についての研究』を刊行。同年、マックス・ヴェーバーの推薦によりハイデルベルク大学哲学正教授候補となったが、採用されなかった。以後、ヴェーバー夫妻との交流が始まった。

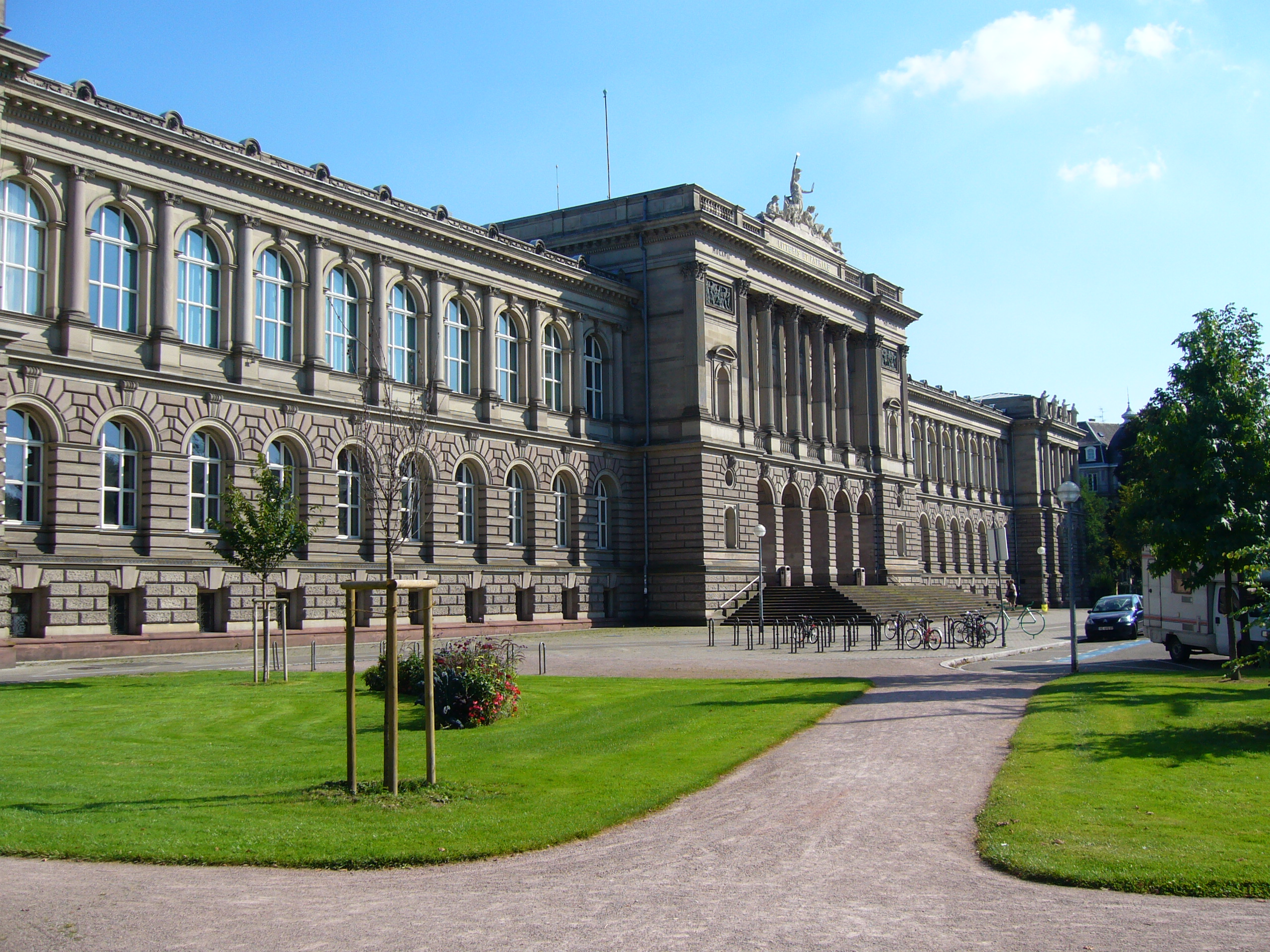
ストラスブール大学

1909年、『コケットリーの心理学』と『歴史哲学への寄与』を発表。テンニース、ヴェーバーとともにドイツ社会学会を創設し、理事に就任。
1910年、『哲学の主要問題』を刊行し、論文『食事の社会学』を発表。ドイツ社会学会第一回大会では『社交の社会学』について講演。1911年、『文化の槪念と文化の悲劇』および『男女同性の問題における相対的なものと絶対的なもの』を発表。論文集『哲学的文化』 (邦題『文化の哲学』) を刊行。さらに「社会学の創始者」としての業績により、フライベルク大学から国家科学名誉博士号を授与された。
1913年、『カント』 (増補第三版) と『ゲーテ』を刊行し、『個性的法則―倫理学の原理に関する試論』を発表。この時期から未刊行論文『個人と自由』の執筆を始め、芸術哲学への関心を深めるとともに、ドイツ社会学会理事を辞任する意向を固めた。
1914年、『ドイツの内的変遷』 (講演録) を刊行。ストラスブール大学哲学正教授に就任し、生まれ育ったベルリンを離れてストラスブールへ転居した。この人事はドイツの新聞で「ジンメルなきベルリン」と報じられ、ベルリンの大学が冷淡だったと批判を受けた。
1916年、『カントとゲーテ』 (増補第三版) 、『レンブラント』、『歴史的時間の問題』を刊行。さらにウィーンで「文化の危機」について講演。
1917年、『社会学の根本問題 (個人と社会) 』と『戦争と精神的決意』を刊行。

### 晩年及び没後
1918年に『モダン文化の葛藤 (講演録) 』、『歴史的理解の本質について』、『生の直観』を相次いで刊行した。同年9月26日午前9時、ストラスブールで肝臓癌により逝去。享年60歳であった。
ジンメルの死から5年後の1923年、遺稿集『断片と論考』が刊行された。編纂者はジンメルと親密な関係にあったゲルトルート・カントロヴィチであった。
1938年、ジンメルの没後20年目に妻のゲルトルート・ジンメルがシュトゥットガルトで死去した。
1943年には、息子のハンスがアメリカで、娘のアンギがパレスチナでそれぞれ亡くなった。

## ジンメルの社会学

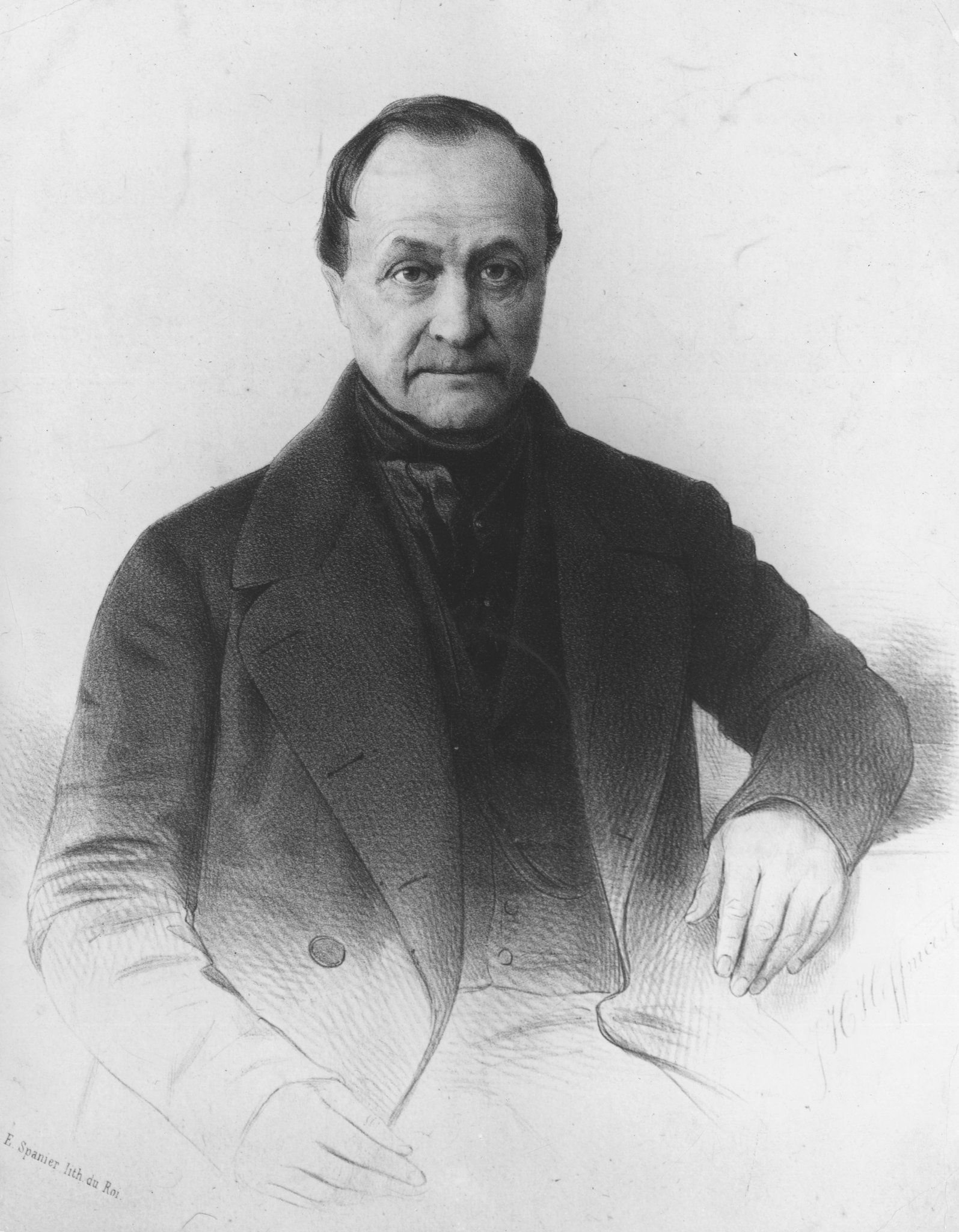
コント肖像

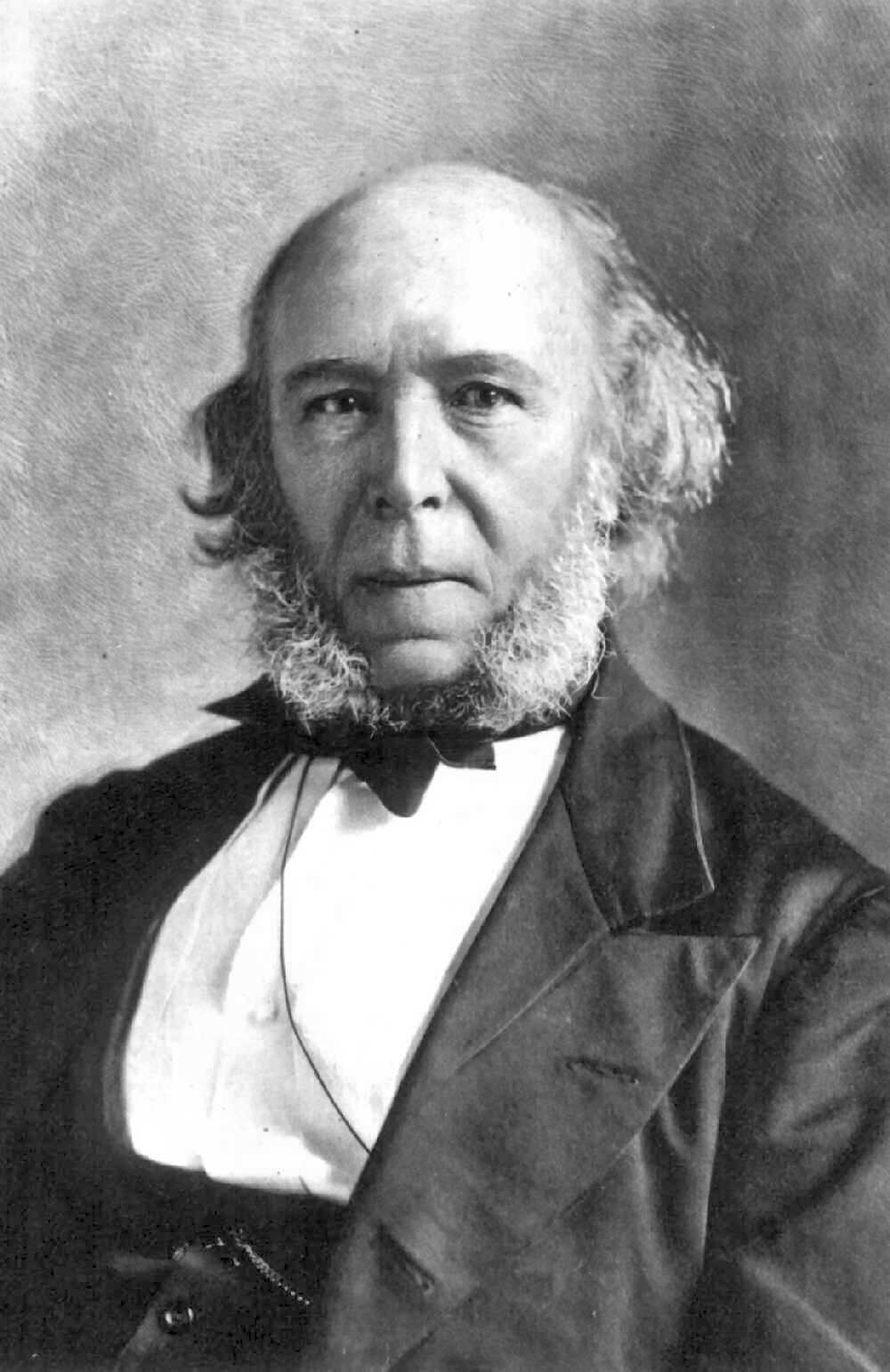
スペンサー肖像

社会学は、オーギュスト・コントやハーバート・スペンサーが社会を実証的に解明する学問として創始した。ジンメルの時代には、社会学と他の社会科学との違いや関係性が課題となっていた。ジンメルは、社会学は独自の方法論によって他の社会科学と区別すべきだと主張した。
ジンメルはコントやスペンサーの百科全書的な総合社会学を批判するとともに、極端な社会名目論に立つ個人主義的実在論も批判した。
彼の社会学は、個々人を単なる寄せ集めとして捉えるのではなく、個人間の「相互作用 (独: Wechselwirkung) 」を通じて社会が形成される過程に注目した。
この相互作用の過程をジンメルは「社会化 ( 独: Vergesellschaftung ) 」と呼んだ。社会とは固定的な実体ではなく、人々のあいだに成立する関係の動態だと彼は考えた。こうした相互作用は、「支配と服従」「競争」「模倣」「社交」などの「社会的形式 (独:  soziale Formen ) 」として現れる。
ジンメルはこうした分析を通じて、社会現象をその素材 (内容) ではなく形式に着目して捉える「形式社会学 ( 独: Formale Soziologie )」を提唱した。この方法論は、社会を構成する関係そのものの「かたち」に焦点を当てる点に特徴がある。
また、彼は社会的関係において個人と個人の間を取り持つ「媒介 ( 独: Vermittlung ) 」の役割に注目し、特に貨幣や言語といった抽象的媒介が人間関係の様式をどのように変容させるかを探究した。
代表的な研究に『貨幣の哲学 ( 独: Philosophie des Geldes ) 』がある。ここでは貨幣が価値の抽象化を通じて社会構造に与える影響を分析している。
さらにジンメルは人間関係における距離の操作にも関心を寄せ、異郷人、秘密、社交 (Geselligkeit) などを通じて、社会的距離の社会学的意味を探究した。この「距離の社会学 ( 独: Soziologie der Distanz ) 」は、後の人間関係論や都市社会学、さらには構造主義的思考への接続も指摘されている。

### 形式社会学

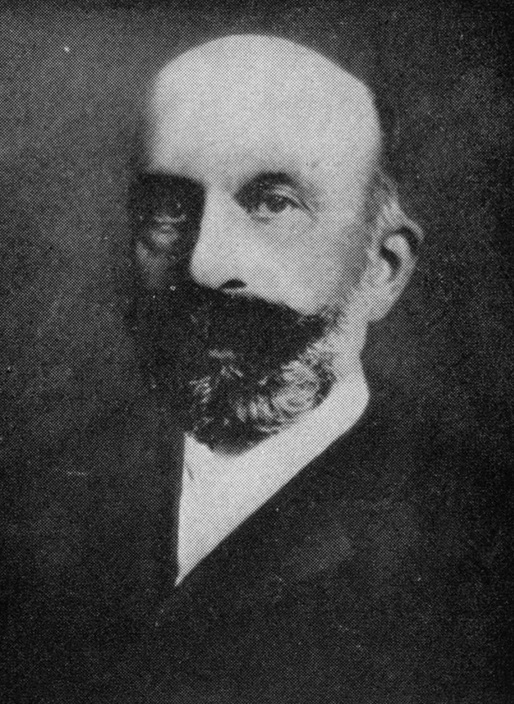
スモール

形式社会学とは、ゲオルク・ジンメルが提唱した社会学理論で、社会の構造をその「形式」に注目して解明しようとする。
ジンメルは社会の成立に関わる関係の「形式」を社会学の主要な研究対象と見なし、この立場を提唱した。ジンメルは従来の社会学 (初期総合社会学) が従来の社会諸科学の成果の集合体であり、科学としての厳密性に課題があると批判した。
社会学の研究対象を社会的なものに求めることで、社会学に独自の学問的領域を与え、他の社会科学と区別される固有の専門性を確立しようとした。
ジンメルによれば、広い意味での社会は人々の心的相互作用である社会化において成立する。この社会化の過程は、経済や宗教、政治といった関心や目的に基づく「内容」と、それを実現するための「形式」とに概念的に分けることができる。
社会の内容的側面については、既に経済学や政治学といった社会科学の対象領域であった。そこでジンメルは、社会学は経済学や政治学が担う内容的側面を他の社会科学に委ね、純粋な形式そのものを対象とすべきだと主張した。
このように社会学とその他の社会科学を分別することで、社会学は固有の研究対象をもつ専門科学として成立する。こう考えてジンメルは、上位と下位、闘争と競争、模倣と分業などの社会化の形式を抽出して分析した。
こうした思想により、ジンメルは社会学に独自の研究対象を切り開いた。
また、多くの人々に影響を与え、ドイツではアルフレッド・フィアカントやレオポルド・フォン・ヴィーゼ、アメリカではエドワード・アルスワース・ロス、アルビオン・ウッドベリー・スモール、日本では高田保馬らが継承し発展させてきた。しかし、形式社会学が体系化され緻密化されるにつれ、1930年代に入ると理論の抽象性や実証との乖離という批判も生じた。

### 社会化
ジンメルは「社会 (独: Gesellschaft) 」を固定的な実体ではなく、人間相互の関係が一定の形式をとって展開する過程として理解した。彼はこの過程を「社会化」と名づけ、社会的現象は人間同士の相互作用が織りなす「形式 (独: Form) 」のなかに現れると考えた。「競争」「支配と服従」「分業」「社交」などがこうした形式の具体例である。
ジンメルの社会分析、特に『貨幣の哲学』で展開した貨幣や抽象的媒介をめぐる議論は、後の構造主義的思考と共通する問題意識を先取りしている。そのため、クロード・レヴィ＝ストロースの「非真正な社会」論に先行するものとして評価する研究者もいる。

### 相互作用
ジンメルの社会学において中心的な概念は「相互作用 ( 独: Wechselwirkung ) 」である。ジンメルは、社会学が社会という統一概念を大前提として考え、この統一概念のもとで社会の諸規定を論じる従来の考え方では、社会の諸部分の関係性や相互作用を明らかにできないと主張した。
一方、実在するのは個人だけであり、社会は単なる個人の総和に対する名前に過ぎないとする「社会名目論 」は、実在するものは要素に分解可能であるという要素還元主義の立場に立つ。これに対してジンメルは、実在する要素を要素間の関係で把握しようとした。この関係性への着目こそが、ジンメルの「相互作用」概念の核心である。
ジンメルによれば、「社会」は統一概念という大前提から構成されるものではなく、諸部分の関係や相互作用から成り立っている。社会とは相互作用のまとまりに対する名称に過ぎず、そうした相互作用の程度に応じた相対的な概念である。さらに個人という概念も、相互作用によって構成される二次的な構成物に過ぎない。
個人主義と社会主義、社会科学と人間科学という二項対立を超越することを目指すジンメルの思想では、社会学的研究に二つの局面が存在する。
第一の局面は、相互作用そのものを分析対象とする初期的な研究段階である。
第二の局面は、相互作用に基づいて構成された「社会」や「個人」といった概念を扱う後続的な研究段階である。

### 社会的形式
ジンメルは、社会的現象において「内容 ( 独: Inhalt ) 」と「形式 ( 独: Form ) 」を区別することを重視した。社会を社会として成立させるのは諸個人の相互作用の力であり、人々が互いに関連することで社会が形作られる。ジンメルはこの相互作用を「社会化 ( 独: Vergesellschaftung ) 」と定義した。相互作用の目的や関心が社会化の内容であり、相互作用の方法が形式である。
社会学として考察すべき様々な現実では、目標・興味・衝動などの内容と多様な形式が社会生活の中で分離されることなく一体となって社会を作り上げている。たとえば「愛」「憎しみ」といった感情が「社会的関係」として成立するのは、それが一定の形式 (献身、闘争、儀礼など) をとることによってである。形式は可変であり、異なる内容が同一の形式に従って現れることもあれば、同一の内容が異なる形式で表現されることもある。

### 社交
ジンメルは、人と人との相互作用 (社会化) を形式と内容の二つに分類し、社会学の対象は社会化の分析にあると考えた。彼の著書『社会学の根本問題』では、形式の分析である形式社会学を純粋社会学と言い換えるとともに、純粋社会学の例として「社交 ( 独: Geselligkeit ) 」を挙げた。
ジンメルによると、社交とは「社会化のゲーム形式」もしくは「社会化の遊戯形式」である。個人と個人の間の相互作用が具現化されたものが「サロン」や「パーティ」であり、社交にはサロンやパーティの参加者の「自由な相互作用」と「相互の対等な関係」が必要となる。この二つは、社会化のゲーム形式における社交の根本原理である。
自由な相互作用とは、自由に交流する諸個人の関係であり、生活のための必要性に基づく具体的な動機づけを必要としない諸個人の関係である。この自由な相互関係を確保するには、社交において「客観的なもの」と「個人的なもの」を排除する必要がある。客観的なものの排除とは、「個人の資産」「社会的地位」「学歴」「信望」といったものの排除である。個人的なものの排除とは、「日々の暮らし」「その時々の心持」「個々人特有の性格」の排除である。自由な相互関係を維持するには、「機転」による社交の雰囲気の変更や、「分別」によって個人の資産や社会的地位や生活感や性格といったものを出さないようにするという工夫が必要である。
社交における相互の対等な関係について、ジンメルは次のように述べる。社交が社会化のゲームもしくは遊戯であるため、社交で実現される「社交の民主主義」では、参加者は自己の客観的内容を放棄するとともに、自己の外面的・内面的な意義を強調しない社交的人間として対等な関係になる。
ジンメルは社交を考察する中でコケットリーにも注目した。ジンメルは「女性」や「愛」に関心をもち、愛を単にプラトン的な「所有と非所有の中間状態」とは見なさなかった。もしそれが単なる中間状態に過ぎないならば、愛の対象を所有した時点で愛は完了してしまうことになる。
これに対してコケットリーは、「Yes」か「No」の明確な返答を意図的に保留する行為であり、ジンメルはこれを「神秘的な混和」と呼んだ。彼によれば、女性は「選択の未決定」において「自由と権力の魅力」を感じており、男性はこの保留状態、すなわち「Yes」の前段階において特有の快感を得る。
ジンメルにとって恋愛関係は、個人と個人の間における生の内面的な関係の原型であり、この愛の「保留関係」を人間が生き、かつ享受する存在であるとするならば、他の人間関係においても同様の構造が見出せると考えられる。こうした観点から、ジンメルは「社交」の論理を展開した。

### 媒介
ジンメルの社会学における「媒介」とは、社会的関係が直接的な相互作用にとどまらず、「第三者 (独: der Dritte)」や「三者関係 (独: Triade)」、「象徴」、「制度」などを通じて成立するという、ジンメル独自の構造的な洞察である。
ジンメルは、社会の分化が進むにつれて、個人が複数の集団に所属し、それぞれの集団内で相互作用が活発になることで、個人が「糸の交点」として社会構造に位置づけられると論じた。
ジンメルは、社会が糸 (相互作用) と交点 (個人) から構成される関係の網によって成り立っており、その多くが媒介的に成立していると述べた。
『社会学の根本問題』の中で、ジンメルは、資源の交換関係において、「パトロン」と「クライアント」の間に介在する第三者の「ブローカー」や、「媒介者」としての第三者の役割を多角的に分析し、関係の調停、分裂、支配の構造を明らかにした。
さらに『貨幣の哲学』では、貨幣を媒介項と位置づけ、それによって無数の客体が交換可能になる関係が生まれることを示した。そして、あらゆる個人が貨幣を媒介として交換可能な客体と関係を持つことができるようになると分析している。
また、ジンメルは、媒介としての貨幣が、価値や分業、信用といった社会的行為にどのような作用を及ぼすのかも論じている。

### 距離の社会学

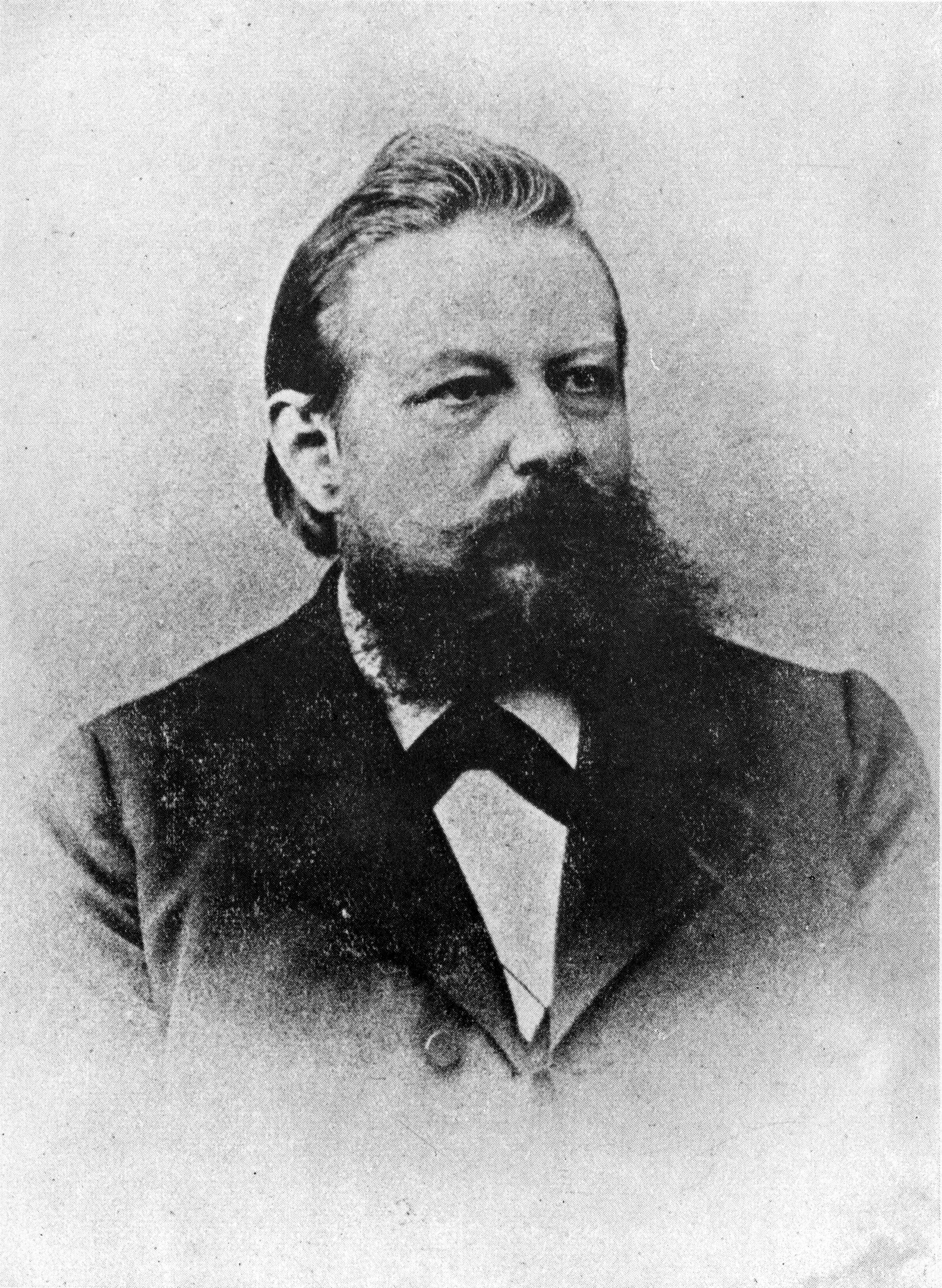
ヴィンデルバント

19世紀中盤、ドイツで産業革命が始まると、自然科学的な思考が社会全体で重視されるようになった。こうした流れを受け、人間や社会を研究する人文・社会科学においても、自然科学との方法論的な違いが意識され、その理論的整備が求められるようになった。
新カント派のヴィンデルバントやリッケルトは、物を対象とする自然科学が法則を定立する法則定立的な科学であるのに対し、人間を対象とする精神科学は個別の事象を記述する個性記述的な科学であると主張した。
ジンメルは、社会学とは現実の事象から「社会化の形式」を抽出する学問だと考えた。この形式の抽出は、自然科学のように一般法則を導くこともあれば、歴史学のように個別の事象を記述することもある。ジンメルは、法則をとらえるか個性をとらえるかは、分析者の方法論ではなく、観察者が対象との間にとる「距離 ( 独: Distanz )」によって決まると考えた。つまり、観察者が対象にどれだけ近づくかによって、その認識の目的も変わることを意味する。

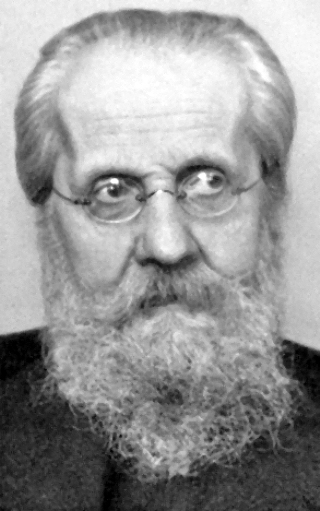
リッケルト

この「距離の社会学」を考える上で重要な概念が「異郷人 (独: Der Fremde) 」である。集団で何かを決めるとき、私たちは多数決や満場一致を使う。ジンメルは、多数決を「多数の意見＝集団の総意」とする考えは自明なものではなく、特殊な社会観に基づくものだと指摘した。また、満場一致は、個人の意思と集団の意思が十分に分かれていない状態でないと機能しないとも述べている。個性的なメンバーが多い集団では満場一致は稀であり、多数決が採用されざるを得ない。
ジンメルの言う「異郷人」とは、既に成立した集団に外部からやってきて定着した人のことである。彼は単なる部外者ではなく、内部と外部という二つの側面をあわせ持つ存在になる。ジンメルはこのような存在をネガティブには捉えていない。異郷人は集団の特殊な構成や一面的な傾向にとらわれにくいため、争いごとの際には中立的な立場で関われる可能性がある。また、集団内で常識化された固定観念にとらわれず、新しい考え方をもたらすこともできると指摘している。
このような異郷人は、集団に属しながらも、集団と同一化しない「私」であり、他者や集団に対して一定の距離を保つ。この距離を保つことで、自身の個性を発展させることが可能になる。異郷人は集団の閉鎖性に取り込まれないため、近さ (親密性, 独: Nähe) と遠さ (距離, 独: Distanz) は、絵画の遠近法のように、関係の質を変える効果をもたらす。近すぎると同一化して他者性が失われ、遠すぎると関係そのものが失われてしまう。したがって、「親密性と距離」は、社会的関係において常に補い合い、緊張関係を生み出すものなのである。
しかし、異郷人は「よそ者」でもある。「よそ者」の立場は、彼らを受け入れる集団側の意思や行動に左右される。異郷人は、身近にいながらも疎遠な存在であり、既存の集団とは抽象的な共通性しか見いだせないことも事実である。そのため、集団に忠実でないとみなされ、排除されたり非難されたりする危険性も常にはらんでいる。

### 貨幣の哲学

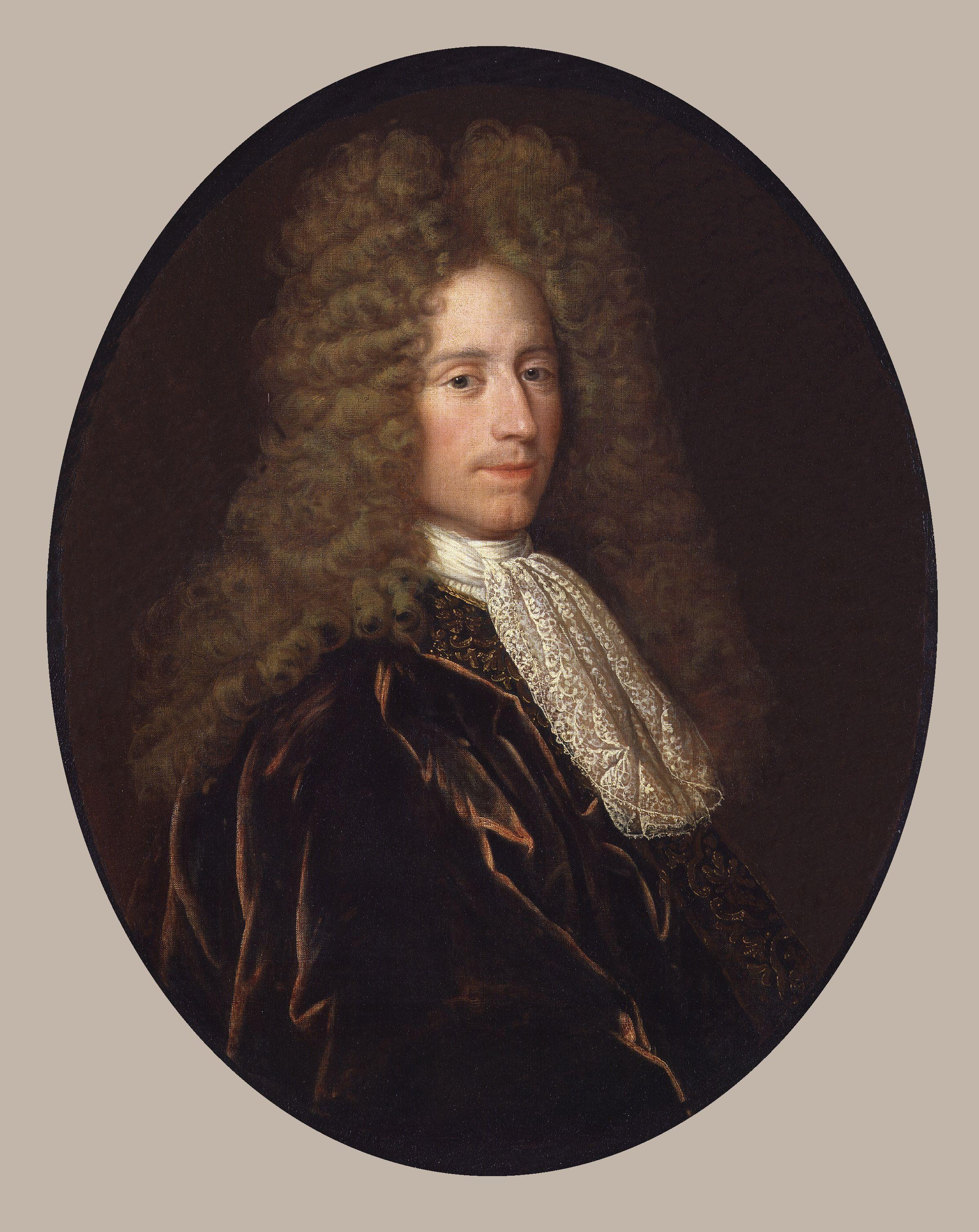
ジョン・ロー

『貨幣の哲学』はジンメルの主著である。本書は分析編と総合編から成り、貨幣の機能とそれが人々の価値観にどう関係するかを多角的に探求している。
ジンメルは、貨幣を「人間の欲求と、その欲求を満たすモノとの間にある『抵抗機能』」として定義した。
貨幣の起源について、彼は従来の説を踏襲し、貴金属や家畜といった、もともと価値を持つ事物から貨幣が生まれたと考えた。起源論自体に独自の理論はありませんが、媒介としての貨幣が持つ意義については独自の洞察を示している。
ジンメルは、価値は「距離 ( 独: Distanz )」と「交換 ( 独: Tausch )」によって形成されると論じた。対象が希少であったり、獲得に努力が必要であったりすると、私たちとの間に距離が生まれる。ジンメルは、この距離が対象に価値を与えるという独自の立場をとった。これは、主体と客体の間に存在する距離が、経済的な意味での価値を成立させるという結論であり、マルクス経済学や近代経済学とはまったく異なる視点である。
ジンメルの貨幣論は、近代経済学でいう「欲求の二重の一致 (  double coincidence of wants ) 」という物々交換の困難を、貨幣という媒介によって克服するという機能と通じる側面を持っている
。

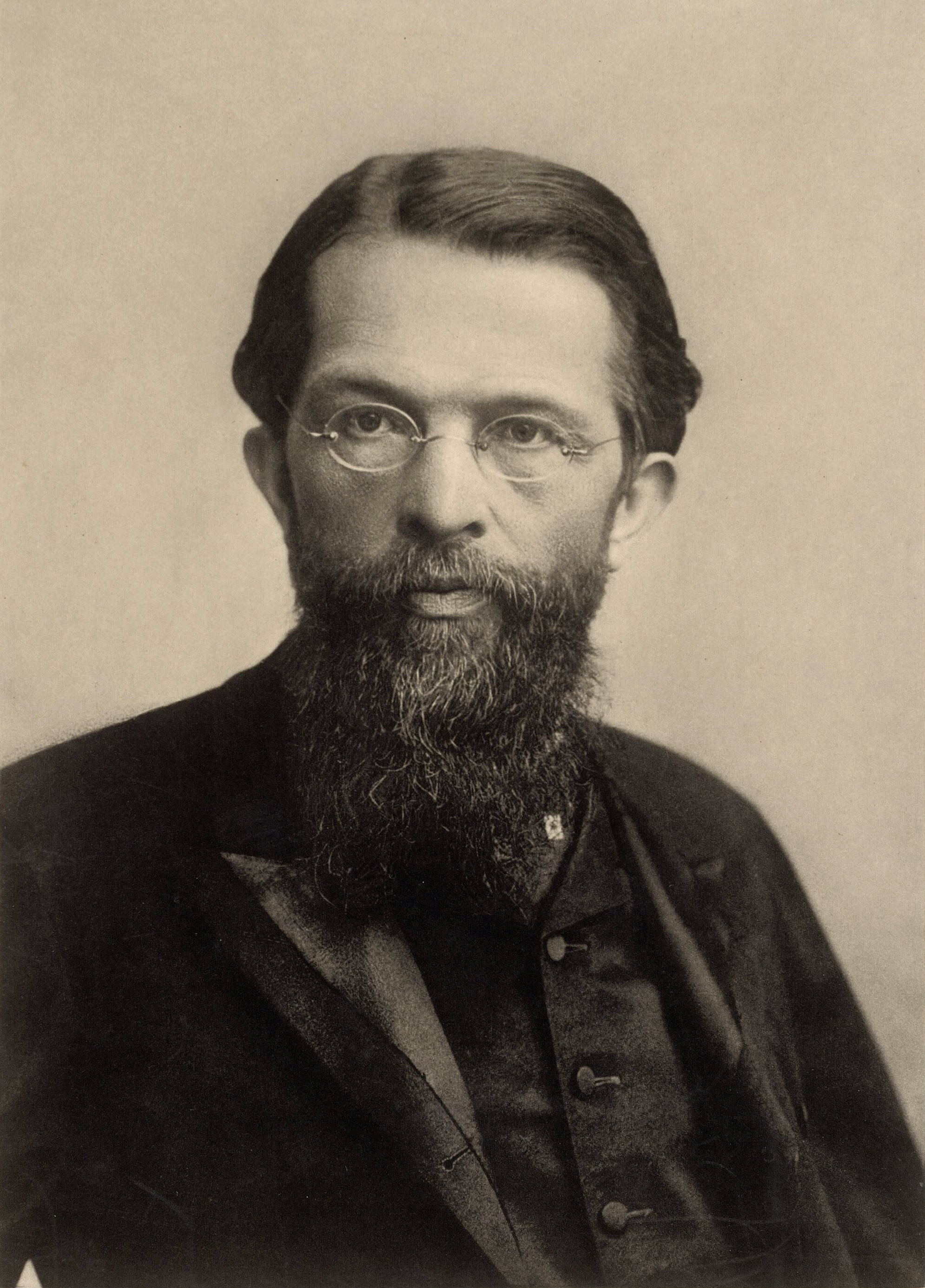
カール・メンガー

ジンメルは、貨幣制度の変遷を次のように説明した。まず原始的な経済段階では、家畜や塩、奴隷などの使用価値がある物が貨幣として使われていた。これは、素材そのものの価値が重要視されていたからである。
しかし、やがてこの素材の価値は重要性を失い、金や銀などの鋳造貨幣によって、貨幣はより抽象的な「機能価値」へと進化する。さらに紙幣が登場すると、「金属の指図証券」から「全く無準備な紙幣」へと移行し、貨幣の抽象化は一層進んだと論じている。
ジンメルにとって、価値とは心理的なものであり、それは人間の欲求に対して対象が示す「抵抗機能」によって生まれる。この価値は単なる主観的な評価ではなく、欲求を満たすために必要な犠牲、つまり対象との距離やコストを通じて具体的に示される。この犠牲を象徴的に媒介するのが貨幣である。
人間を取り巻く世界は、自然法則に従う「存在の世界」と、人間の意欲や欲求によって価値が評価される「価値の世界」で構成される。価値の世界では、事物は価値の序列に従って並べ替えられる。
ジンメルは、貨幣は実体的な価値を持つものから、やがて機能的価値へと発展していくと述べた。この発展は、個人の抽象的な思考能力の発達と、経済圏を構成する社会的相互作用の安定性や信頼性によって成立すると論じている。
ジンメルの貨幣観は、物々交換の厳しい制約 (「欲求の二重の一致」) から解放されるために貨幣が自然発生的に生まれたという点で、ジョン・ロー、カール・マルクス、カール・メンガーらの思想と共通してる。しかし、彼らと異なり、ジンメルは貨幣に対する信頼 (信用) を非常に重視した。ジンメルにとって、金や銀の金属貨幣ですら、単なる「支払いの約束」にすぎません。彼は、財やサービスを売買する際、売り手が買い手 (貨幣保有者) に抱く信頼に重きを置いていた。
『貨幣の哲学』の中で、ジンメルは以下のように述べている。
ジンメルは２つの側面からの信頼なしには貨幣は利用不能であり、貨幣取引は崩壊すると述べている。ここでいう「貨幣の２重の信頼」とは、貴金属でできている「貨幣自体」への個別的な信用と、貨幣が集団内のすべての人によって使用されることを可能にする経済社会全体に対する信用である。
貨幣が社会において広く受け入れられる交換手段として機能するためには、当該貨幣に対する人々の信頼が前提条件となることは自明である。しかし、ジンメルは貨幣に対する信頼の具体的性質と構造を理論的に解明した点において、貨幣論の発展に一定の寄与をなした。
ジンメルによると、信用における信頼には、通常の知識に基づく信頼とは異なる特殊な要素が含まれている。この要素は、宗教的信仰において最も明確に現れるものである。
神への信仰は、単に知識が不完全だから信じるのではなく、知識とは本質的に異なる心理状態を表している。「誰かを信じる」という言葉が、その信じる対象の具体的な内容を必ずしも示さないのは、この信頼の特殊性を示している。それは、私たちの認識と対象との間に調和があるという感情であり、概念の一貫性への確信、そしてその概念に対する自我の確実性と受容性であるとジンメルは述べた。
また、ジンメルは貨幣が社会的信頼のシンボルになり得ると論じ、次のように述べている。
ジンメルは、貨幣は社会のシンボルになると主張した。貨幣を発行する国家への信頼、あるいはその名目価値を保証する人 (国家) への信頼がなければ、たとえ完全な価値を持つ貴金属貨幣であっても、貨幣としての機能を果たせないと論じている。
ジンメルにとって、貨幣に対する信頼は単なる経済現象ではなく、より根本的な社会的結合の問題であった。彼は、貨幣制度が機能するためには、個人を超えた集団的な信頼関係が不可欠であると考えたため、貨幣論と宗教社会学を結びつけて論じた。
『貨幣の哲学』に先立って発表された『宗教社会学』では、「信頼」「信仰」「信念」という3つの概念の類似性と重要性を指摘している。ジンメルは、宗教が社会を結合させる強固な存在であり、人間同士の相互作用は宗教によって形成されるとした。そして、この宗教によって培われた相互作用の基盤の上に、貨幣への信頼と社会の統一が成立すると考えた。
つまり、ジンメルは、貨幣に対する集団参加者の信頼が社会関係を形成する根本的な要因であり、「信頼」「信仰」「信念」には強い関連性があると主張した。

## ジンメルの生の哲学
ジンメルは晩年 (20世紀初頭) になると、社会学的な研究から哲学的な探求へと関心を深めていった。
「生の哲学」と呼ばれる独自の思想を展開し、ディルタイやベルクソンとともに、その代表的な哲学者として知られるようになった。この「生の哲学」は、それまでの形式社会学の理論的な基盤を根本から問い直す、ジンメルの思想における重要な転換点となった。
ジンメルにとって「生 (独: das Leben) 」とは、人間存在の唯一にして究極的な原理であり、一種の「生の形而上学」である。その本質は、以下の二つの側面にある。
- 自己超越 (独: Selbsttranszendenz)  : 生は自身にとどまらず、常に新しい自己を生み出し続けること。

- 自己疎外 (独: Entfremdung)  : 生が自らを「形式」として外部に表現することで、自身から離れていくこと。

ジンメルの生の哲学は、単なる抽象的な理論ではなく、彼の社会学と深く結びついている。彼にとって、社会的な相互作用は「生」が現実となる一つの形であり、個人と社会の対立は「生と形式」の対立が具体的に現れたものに他ならない。
この視点から、ジンメルは近代社会における文化のあり方とその限界について、独自の批判的な考察を展開した。たとえば、文化が高度に制度化・分化することで、個人の「生」の直接性が形式に圧倒される現象を「文化の悲劇 (独: Tragödie der Kultur) 」と呼び、個人と文化の対立を哲学的に分析した。
ジンメルの「生の哲学」は、彼の思想全体を統合する理論的な枠組みとして位置づけられている。これは、彼の社会学的な洞察に哲学的な深みを与え、現代社会が直面する文化的危機を分析するための基盤となっている。
ジンメルの生の哲学は、同時代のベルクソンやディルタイの思想と共通点を持ちながらも、文化的・社会的な相互作用により注目することで、独自の発展を遂げている。

### 生と形式の対立
ジンメルは、人間の「生」は「より多く、より強力な生」を目指して絶えず自己を生成し続けると考えた。この「生」は、それ自体は純粋で流動的なものであるが、表現されるためには「形式」を必要とする。
ジンメルは、芸術、経済、制度など、あらゆる人間の活動を「生の形式」として捉えた。生がこれらの形式を通じて表現されるとき、それは具体的な形となり、客観化・対象化される。しかし、この生が既存の秩序や形式に固定化されることで、生は自身の流動性を失い、自己から離れていくような感覚、つまり「疎外」を抱くことになる。
ジンメルは、このような「絶えず生成しようとする生」と「それを表現する形式」の間に生まれる終わりのない緊張関係を「生と形式の対立」と呼んだ。

### 生の自己超越と自己疎外
ジンメルは、「生の運動」と「生における時間」が本質的に同じ性質を持つと考え、時間を「生の運動」の直接的な意識形態として捉えた。この共通の性質こそが、「自己超越」である。
自己を超えようとする傾向は、生という実体そのものに組み込まれている。そのため、「生の運動」は常に自らを乗り越えようとする力として現れる。つまり、生は自らの存在の前提を超え、絶えず自分自身からの脱却を求め、他者や世界へと広がっていく。
同様に、「生における時間」も、現在的な自分自身を超えることを意味する。時間は常に個々の瞬間を超えていくものであり、この点において時間もまた本質的に「自己超越」の性質を持っている。

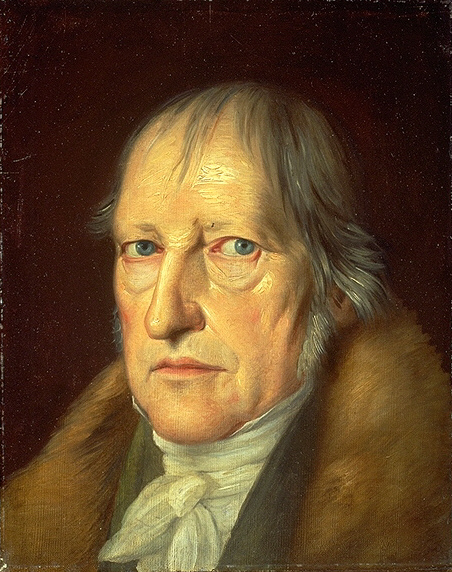
ヘーゲル

ジンメルは『社会学』の中で、「距離 (独: Distanz) と接近 (独: Nähe) 」、「無関与 (独: Teilnahmslosigkeit) と関与 (独: Teilnahme) 」という概念を用いて疎外論を展開しました。
彼は、ヨーロッパのユダヤ人が古くから地域社会との関係が希薄で、孤立した疎外状況の中で生きてきたと指摘している。しかし、その疎外 (独: Entfremdung) の代償として、ユダヤ人はヨーロッパの歴史において、政治、経済、文化など多方面で、状況を客観的に観察し、認識や行動判断の自由を獲得したと考察した。
ジンメル自身も、ヨーロッパにおける異郷人 (ユダヤ人) としての自己を強く意識し、その苦悩を抱えていた。彼はその苦悶を、文化の創造と破壊作用という考え方で捉え直し、克服しようと試みた。これは、いわゆる異郷人の疎外状況とは一見異なるものである。ジンメルは概念における自己疎外の高みから、自己の位置と世界 (文化) を見下ろしたのである。
ジンメルは、絶え間ない文化形成としての「生の形式の交代」を、マルクスの「人間の自己疎外 (独: die Selbstentfremdung des Menschen) 」になぞらえて「生の自己疎外 (独: die Selbst-Entfremdung des Lebens) 」と名付けた。
これは、ヘーゲルの弁証法における発展構造との類似性を意識していたと考えられる。ヘーゲルは、単純な意識としての精神が発展的な「自己疎外 (独: Entäusserung, Entfremdung) 」を繰り返しながら、最も高貴で完全な神の領域である「絶対精神 (独: der absolute Geist) 」へと進んでいくとした。ジンメルは、このヘーゲルの哲学的な枠組みを、生と形式の関係に応用しようとした。

### 生と宗教

カール・マルクス

古代から、宗教は哲学の中心的なテーマであり、近代の多くの哲学者もその意義を深く考察してきた。例えば、パスカルは『プロヴァンシアル』で宗教論争に参加し、カントは宗教を理性の領域で再構築しようとした。ジンメルもまた、彼らとは異なる観点から宗教を捉え、「生の哲学」の文脈で独自の宗教論を展開している。
ジンメルの両親は、ユダヤ人からカトリックとプロテスタントにそれぞれ改宗した人々であった。彼自身はルター派の洗礼を受けて育ち、ユダヤ人の出自を持つプロテスタント、つまりマージナルマンであった。この複雑な宗教的背景が、彼の思想の根底にある相対主義的な思考に影響を与えたと考えられている。
マルクスが宗教を社会の支配階級による抑圧の道具、「アヘン (独: Opium) 」として否定的に評価したのに対し、ジンメルは異なる見方を示した。
ジンメルは、マルクスの「唯物史観」を、人間の生活全体を「経済の諸形式」だけで説明しようとする一面的な考え方だと批判した。彼は、「社会的な関係の諸形式」という独自の視点から宗教を分析し、宗教の意義を肯定的に捉えた。
ジンメルが問題視したのは、マルクスが経済的要因が人間の生活を一方的に決定すると考えた点である。ジンメルは、人間の「生」そのものがより根源的なものであり、経済も宗教も芸術も学問も、すべては「生」から生まれた多様な表現形式に過ぎないと考えた。
ジンメルは、宗教、芸術、学問、道徳、経済といった文化的形式は、本来、人間の「生」を支えるために生まれたものだと考える。しかし、歴史の中でこれらが自律化し、逆に人間の「生」を束縛するようになるという「大きな転回」が起こったと指摘した。
彼は、自律化したこれらの文化領域を「理念の諸王国 (独: die Reiche der Idee) 」と呼び、宗教は神学的体系に、芸術は美的価値に、学問は純粋な真理に、道徳は絶対的な規範に従属するようになったとした。これらの価値体系は、本来の「生」から遊離し、形式の側から人間を支配するようになった。
この見方は、マルクスが経済的諸形式を通して人間の疎外を論じたことと似ているが、ジンメルは経済だけでなく、あらゆる文化的形式に同様の疎外が起こる可能性を見ている点で、より包括的な視点を提供してる。
ジンメルは、宗教を人間の「生」が自己を超え、絶対的な存在と関わろうとする運動の一形態として捉えた。儀礼や制度としての宗教は、形式化された「生」であるが、信仰や宗教的感情は、生の内発的な運動に根ざしている。このように、宗教を「生の自己超越」の現れとして理解することで、ジンメルは宗教という現象に独自の哲学的な意味を与えた。

### 文化の悲劇
ジンメルが生きた19世紀末から20世紀初頭は、文明が爛熟する一方で、楽観視できない衰退の時代でもあった。機械化による人間性の喪失、俗物による支配、深刻な環境破壊を伴う大都市の誕生、そして拝金主義といった、産業化・工業化の弊害が顕在化していった時代である。
ジンメルは、文化とは「主観的な精神」が「客観的な形式」を作り出し、その形式を通じて再び主観的な精神へと戻ってくることで成立すると考えた。この「文化のパラドックス」において、主観が客観化され、客観が主観化されると考えた。ジンメルは、このダイナミックな運動の中にこそ、「生 (独: Leben) 」の力強さを肯定すべきだと主張した。
しかし、ジンメルは、文化が必ずしも健全な自己実現をもたらすとは考えていなかった。ヘーゲルは『精神哲学』の中で、文化制作を通じて「より高次の自己」を完成させるという楽観的な見方を示したが、ジンメルはこの考えを否定している。
ジンメルは、「文化の悲劇」の根本的な原因は、制作物に意味を与えるのが制作者本人ではなく、それを受け取る側にあると指摘している。文化は、受け手が制作物に意味性を付与することで初めて成立する。そのため、制作者の意図が作品に正確に反映されることは難しく、意図は必然的に挫折してしまう。このずれこそが「文化の悲劇」を生むとジンメルは説いた。
さらに、この悲劇は「孤立と疎外」をもたらす。その最大の原因は、人間の文化制作が基本的に「分業 (独: Arbeitsteilung) 」によって行われる点にあるとジンメルは見ている。たとえば「都市計画」のように、不特定多数の人間が制作に関わっている場合、個々の主観的な意味内容が作品に反映されることはほとんど無い。ジンメルは、都市計画の「作者」を特定することは、ほぼ不可能だと主張している。

### 社会学との関連

デュルケーム

ジンメルの社会学は、デュルケーム (1858年4月15日生 - 1917年11月15日没) の社会学とは一線を画している。デュルケームが「社会分業」を課題としたのに対し、ジンメルの「社会分化」は個人の問題に重きを置いている。
ジンメルは、社会学とは一見無関係に見える歴史哲学の研究を深めた。この研究は、ジンメルの社会学に新たな方法論をもたらし、彼の形式社会学をより強固なものにした。
ジンメルは、歴史を「心的諸事象 (独: psychische Vorgänge) 」の歴史と定義した。歴史認識の対象は、「個人の表象」「意志」「感情」といった心の出来事であり、歴史認識における客体は「心」そのものだと規定した。これは、政治や経済などの外的な出来事は、心の動きから生じるものでなければ、また心の動きを呼び起こさないのであれば、興味の対象にも理解の対象にもなりえないと考えたことによる。
この「心」を認識するための手法として、ジンメルはカントの認識論における「いかにして自然は可能であるか」にならい、「いかにして歴史は可能であるか」という問いを立てた。
カントの認識論におけるアプリオリ (羅: a priori) が認識全般に適用されるのに対し、ジンメルは心的なものを認識するための特殊なアプリオリを想定した。彼はこれを、一定の内容にしか適用できない特殊な諸形式と定義し、その源泉を心理学に求めた。ジンメルはこれを「心理的アプリオリ (独: Das psychologische Apriori) 」と定義した。

## 批判と評価

### デュルケームによる批判
ジンメルと同時代の社会学者であるエミール・デュルケームは、ジンメルの社会理論に対して明確な批判を行っている。
ジンメルが「現代社会における個人と社会」や、「分化社会における社会的な糸の交点としての個人」という視点で議論を進めたのに対し、デュルケームは、その個性化の議論が一般的な形式にとどまっており、具体的な「社会分業」の問題が十分に分析されていないと指摘した。
デュルケームにとって、「社会分業」は、社会がどのように統合され、連帯を築くかを解明するための核心的なテーマであった。そのため、労働や機能の配分、制度の整備といった実態的な分析が不可欠だと考えた。
これに対して、ジンメルの分化論は個人の内面に焦点を当てた形式的な分析であり、分業を通じて形成される社会秩序を説明するには不十分である、というのがデュルケームの主張である。

### カッシーラーの文化の悲劇に対する批判
ジンメルの「文化の悲劇」という概念に対し、エルンスト・カッシーラーは、文化は悲劇ではないと断言し、ジンメルが「文化には終わりがある」と考えていた点を批判した。
カッシーラーは、ジンメルが啓蒙的合理主義に対するジャン＝ジャック・ルソーの批判を引き継いでいると指摘している。ルソーが人間の不幸を文化や理性に見出したように、ジンメルもまた「文化の悲観主義」を受け継いでいると主張している。
しかし、ジンメルにはルソーが理想とした「自然」のような出口がなかった。彼にとって、文化における自己疎外や、魂と世界との緊張関係は、生の深層から湧き上がる避けがたい力であった。たとえそれが精神の無力さにつながるとしても、悲劇から逃れる術はないと結論づけている。
これに対し、カッシーラーは「文化の道は歩み続け、終着点に至るべきだ」と主張する。
もし制作者が自己を作品に投影できず、制作が常にその手を離れていくことが「文化の悲劇」の原因であるならば、その先にこそ「悲劇を超える機会を見出すべきだ」とカッシーラーは考えた。
カッシーラーは、文化において制作者の意図が反映されにくいのは、意味や意図が欠けているからではなく、むしろ多様な受け手が新しい意味を創り出す力を持っているからだと捉えた。受け手は制作者とは異なる基準を持ち、作品の意味は作品自体にあるのではなく、それを受け取る行為の中で常に生成されていくと考えた。
したがって、文化は弁証法的な「ドラマ」であり、開かれた発展的な過程にある限り「悲劇」と断定することはできない。「ドラマ」に終わりはなく、それが悲劇か否かを判断できるのは、物語が閉じたときだけである。文化の歴史的プロセスに終わりはない、とカッシーラーは結論づけている。

### 社会化の形式に関する誤解
ジンメルの社会学は、生前から注目され、『社会学の諸問題』が発表されると、すぐにフランス語や英語に翻訳された。しかし、彼の社会学の方法論である「社会化の形式を抽象する」という考え方は、正確には理解されにくいものであった。
ジンメルが抽象しようとしたのは「心的相互作用」でしたが、多くの研究者は、次のように誤解した。
「ジンメルの社会概念は心理的要素を完全に排除している」という曲解のもと、「社会学は形式だけを扱い、社会全体を把握できない」という誤った解釈が広まった。
また、タルコット・パーソンズは、ヴェーバーの「理念型」とジンメルの「社会化の形式」を混同して解釈した。
しかし、この二つは根本的に異なる。ジンメルの「社会化の形式」は、現実から抽出された「結果」である。一方、ヴェーバーの「理念型」は、現実を分析するための「ツール」、つまり「説明的なカテゴリー」である。パーソンズの解釈は、ヴェーバーの方法論的な枠組みでジンメルの思想を無理に理解しようとした結果といえる。

### ジンメルの影響
第二次世界大戦後、社会学の中心はヨーロッパからアメリカへと移った。そのため、ジンメルの社会学はアメリカで引き継がれるケースが多く見られる。
- ロバート・E・パーク ( 英: Robert E. Park )

アメリカの社会学者であるパークは、ジンメルの都市論を受け受け継いだ。ジンメルの指導を受けた彼は、論文『大都市と精神生活』の影響を受けて、都市を「社会的実験室」と捉え、そこで暮らす人々の人間性 (独: human nature) に注目した。
- ルイス・コーザー ( 英: Lewis A. Coser )

ジンメルの『社会的闘争』の理論を発展させたのが、ルイス・コーザーである。彼は、ジンメルの社会学で論じられた「闘争」の問題を再定義した。一般的に否定的に捉えられがちな闘争について、ジンメルの社会学からその積極的な意義を抽出し、機能主義の視点で単純化して提示した。
- ピーター・ブラウ（英語版） ( 英: Peter Blau )

方法論的関係主義を発展させたのは、ピーター・ブラウである。彼はジンメルの方法論的関係主義を継承し、二者間の相互作用から新たな理論を構築した。ブラウは、自著の中で自身の理論がジンメルの伝統を受け継ぐものであり、ヴェーバーやパーソンズとは異なることを明記している。
ジンメルの哲学的社会学は、社会学者だけでなく、哲学者にも大きな影響を与えた。
- ゲオルク・ルカーチ ( 独: Georg Lukács )

マルクス主義哲学者であるルカーチは、青年期にジンメルの個人主義的な文化哲学に傾倒した。この経験は、後の主著『歴史と階級意識』における疎外論の出発点となった。
- カール・マンハイム ( 独: Karl Mannheim )

知識社会学の創始者であるマンハイムは、ジンメルから「社会的存在が認識に影響を与える」という視点を受け継ぎ、それを「知識の社会学」として展開した。

## 主要著書
- 1881, Das Wesen der Materie nach Kant's Physischer Monadologie
  - 木田元訳『カント カントの物理的単子論』白水社
- 1890, Über sociale Differenzierung: Sociologische und Psychologische Untersuchungen
  - 居安正訳『社会分化論 社会学』青木書店 1970年、新装版1998年
  - 石川晃弘・鈴木春男訳『社会的分化論　社会学的・心理学的研究』中公クラシックス、2011年
- 1892, Die Probleme der Geschichtsphilosophie
  - 生松敬三、亀尾利夫訳『歴史哲学の諸問題』白水社
- 1900, Philosophie des Geldes
  - 元浜清海、向井守、居安正訳『貨幣の哲学』上巻1978年・下巻1981年
  - 居安正訳　新訳版 (全1巻) 1999年、新装版2016年 各・白水社
- 1908, Soziologie: Untersuchungen über die Formen der Vergesellschaftung
  - 居安正訳『社会学 社会化の諸形式についての研究』白水社 (上下) 、1994年、新装版2016年
- 1917, Grundfragen der Soziologie
  - 居安正訳『社会学の根本問題 (個人と社会) 』世界思想社 2004年
- 1906, Kant und Goethe
  - 谷川徹三訳『カントとゲエテ』岩波文庫 1928年。度々復刊
  - 大鐘武編訳『ジンメルとカント対決』行路社 2004年
- 1910, Hauptprobleme der Philosophie
  - 生松敬三訳『哲学の根本問題 現代文化の葛藤』白水社
- 1918, Lebensanschaung, Vier metaphysische Kapitel, München und Leipzig
  - 茅野良男訳『生の哲学』白水社

## 主な訳書
- 『ジンメル著作集』 全12巻、白水社 (一部は単行版で新装再刊) 、1977-1981年、一括復刊1994年、2004年

1. 『歴史哲学の諸問題』生松敬三・亀尾利夫訳
2. 『貨幣の哲学 (上) 』元浜清海、向井守訳
3. 『貨幣の哲学 (下) 』居安正訳
4. 『カント　カントの物理的単子論』木田元訳
5. 『ショーペンハウアーとニーチェ』吉村博次訳、新装版2001年
6. 『哲学の根本問題　現代文化の葛藤』生松敬三訳
7. 『文化の哲学』円子修平・大久保健治訳
8. 『レンブラント』 浅井真男訳
9. 『生の哲学』茅野良男訳
10. 『芸術の哲学』川村二郎訳、新装版1999年／白水Uブックス (抜粋版) 、2005年
11. 『断想』土肥美夫・堀田輝明訳
12. 『橋と扉』酒田健一・熊沢義宣・杉野正・居安正訳、新装版1998年、2020年

- 川村二郎編訳『ジンメル・エッセイ集』平凡社ライブラリー、1999年
- 北川東子ほか編訳『ジンメル・コレクション』ちくま学芸文庫、1999年
- 深澤英隆訳『ジンメル宗教論集』岩波文庫、2021年
- 清水幾太郎訳『社会学の根本問題』岩波文庫、1979年
- 清水幾太郎編訳『愛の断想、日々の断想』岩波文庫、1980年
- 斎藤栄治訳『芸術哲学』岩波文庫 1955年、復刊2009年ほか
- 高橋義孝訳『レンブラント－芸術哲学的試論』岩波書店、1974年
- 大鐘武編訳『ジンメル初期社会学論集』恒星社厚生閣、1986年

## 関連書籍
- 『21世紀への橋と扉 展開するジンメル社会学』 ( 世界思想ゼミナール ) 居安正ほか編 世界思想社教学社、2001年6月1日発刊 ISBN 978-4790708803
- 『ジンメル・つながりの哲学』菅野仁著「NHKブックス」日本放送出版協会、2003年5月1日発刊 ISBN 978-4140019689
- 『ジンメルの社会学』＜社会学史研究叢書＞いなほ書房 : 星雲社、2000年6月25日発刊 ISBN 978-4434003592